# 6604 Ilias
6604 Ilias este un asteroid din centura principală de asteroizi.

## Descriere
6604 Ilias este un asteroid din centura principală de asteroizi. A fost descoperit pe 16 august 1990 la Observatorul La Silla de Eric Walter Elst. El prezintă o orbită caracterizată de o semiaxă mare de 2,78 ua, o excentricitate de 0,05 și o înclinație de 6,4° în raport cu ecliptica.